# 570e Volksgrenadierdivisie
De 570e Volksgrenadierdivisie (Duits: 570. Volksgrenadier-Division) was een Duitse infanteriedivisie tijdens de Tweede Wereldoorlog. De divisie werd opgericht en alweer opgeheven voor de oprichting compleet en afgesloten was.

## Geschiedenis
De 570e Volksgrenadierdivisie werd opgericht op 26 augustus 1944 op Oefenterrein Groß-Born in Wehrkreis II als onderdeel van de 32. Welle, door overnemen van de zich nog in oprichting bevindende Infanteriedivisie Groß-Born en delen van de vernietigde 337e Infanteriedivisie. Echter, alvorens de oprichting afgesloten was, werd de divisie al op 15 september 1944 omgedoopt in de 337e Volksgrenadierdivisie. 

## Commandanten
| Rang | Naam | Begin            | Eind              |
| ---- | ---- | ---------------- | ----------------- |
|      | ??   | 26 augustus 1944 | 15 september 1944 |

## Samenstelling
- Grenadier-Regiment 1168
- Grenadier-Regiment 1169
- Grenadier-Regiment 1170
- Artillerie-Regiment 1570
- Divisie-eenheden 1570